# Agrypon tosense
Agrypon tosense là một loài tò vò trong họ Ichneumonidae.